# Ludwig von Gaisberg
Freiherr Ludwig Karl Sigmund Wilhelm von Gaisberg-Schöckingen (* 17. März 1775 in Schöckingen; † 10. August (oder 13. August ?)  1852 in Neudegg bei Donauwörth) war ein deutscher Justizbeamter und Politiker.

## Werdegang und Beruf
Ludwig von Gaisberg studierte Jura an der Hohen Carlsschule in Stuttgart und wurde 1795 herzoglich württembergischer Kammerjunker. Im Jahre 1801 wechselte er nach Berlin und trat als königlich-preußischer Referendar in den dortigen Staatsdienst. 1803 wurde er nach Warschau versetzt, wo er Assessor der Regierung von Südpreußen war. 1806 erfolgte ein Wechsel ins noch preußische Ansbach, welches aber im gleichen Jahr an das Königreich Bayern fiel. 1808 nahm Ludwig von Gaisberg die Position eines königlich-bayerischen Oberappellationsgerichtsrats in Ansbach ein. Später war er Oberjustizrat in Tübingen und 1817 Obertribunalrat in Stuttgart. Weitere Stationen seiner Karriere waren die Posten eines Vizedirektors beim Kreisgerichtshof für den Jagstkreis in Ellwangen, 1828 der eines Vizedirektors beim Steuerkollegium und der eines Direktors und zuletzt eines Präsidenten des königlich-württembergischen Obertribunals in Stuttgart. Von 1826 bis 1829 war Ludwig von Gaisberg zudem ständisches Mitglied des württembergischen Staatsgerichtshofs.

## Politische Betätigung
Von 1820 bis 1824 und von 1833 bis 1838 besaß Ludwig von Gaisberg ein Mandat in der württembergischen Kammer der Abgeordneten (offiziell auch als Zweite Kammer bezeichnet), welches er jeweils seitens der Ritterschaft des Neckarkreises als einer der 23 bevorrechtigten Abgeordneten der Kammer einnahm. Von 1833 bis 1838 war er Präsident der Zweiten Kammer.

## Herkunft und Familie
Ludwig von Gaisberg war der Sohn des herzoglich württembergischen Kammerjunkers und späteren Kammerherrn Karl Friedrich Gaisberg (1749–1792) und der Marie Salome geborene von Müller (1745–1823). Er heiratete 1819 Georg Carl von Bandels Witwe Johanna Rosina von Bandel, geborene Schultheiß (1781 oder 1783–1838), von der er zwei Kinder bekam, darunter seinen Sohn Hermann Freiherr von Gaisberg (1824–1905). Dieser ließ sich 1854 in die bayerische Adelsmatrikel eintragen, womit er einen erblichen Sitz und Stimme in der Kammer der Reichsräte der Krone Bayerns erlangte. Dennoch hielt die Familie Gaisberg auch danach an der württembergischen Staatsbürgerschaft fest.